# Balta unicolor
Balta unicolor är en kackerlacksart som först beskrevs av Lucien Chopard 1929.  Balta unicolor ingår i släktet Balta och familjen småkackerlackor.
Artens utbredningsområde är Samoa. Inga underarter finns listade.